# 左晖
左晖（1971年1月—2021年5月20日），陕西渭南人，中国大陆企业家，链家地产创始人兼董事长，贝壳找房创始人兼董事长。

## 生平
左晖出生在陕西渭南。他的父母是科研工作者。
- 1992年毕业于北京化工学院计算机专业，毕业分配到一家北京郊区工厂，后跳槽在软件公司做客服、市场销售。
- 1998年成立保险代理公司。2001年11月在北京创建链家地产公司。
- 2008年毕业于北京大学EMBA
- 2014年带领链家地产相继收购多家地产服务公司。[6]
- 2019年3月8日被北京市东城区人民法院列入限制消费名单。[7]
- 2021年5月20日，左晖因肺癌恶化而逝世[8]。

## 财富
2021年4月，福布斯全球富豪榜显示他有155亿美元财富位列第128名。